# ベヒーモス (ホッブズ)
『ベヒーモス』（英: Behemoth）は、哲学者トマス・ホッブズによって書かれ、彼の死後1681年に出版された対話篇（ダイアローグ）形式の政治学書である。題名は旧約聖書（ヨブ記）に登場する怪物ベヒモスの名前から取られた。
正式な題名は『ベヒーモス - イングランド内戦の原因と、1640年から1660年まで続いた協議と策略の歴史』（英: Behemoth: the history of the causes of the civil wars of England, and of the counsels and artifices by which they were carried on from the year 1640 to the year 1660.）。
後代に改訂された版では、より直接的に議会政治をベヒーモスに投影して批判した、『ベヒーモス - あるいは長期議会（国会）』（英: Behemoth: Or the Long Parliament）という題名も見られる。

## 概要
1588年にイングランドで生まれたホッブズは、1651年に『リヴァイアサン』を出版し、社会契約に基づいた国家の理論を確立した。本書『ベヒーモス』は『リヴァイアサン』の続編と位置づけることができる著作であり、前作で海獣レヴィアタン（リヴァイアサン）に仮託された国家との対比として、別の国家の在り方を、レヴィアタンと対になる陸の巨獣ベヒーモスになぞらえている。
『リヴァイアサン』では、社会契約によって形成される「理想的」な国家（コモンウェルス）体制が海の怪物リヴァイアサンになぞらえられた。これとは対照的に『ベヒーモス』では、上記の題名からも分かるように、オリバー・クロムウェル率いる鉄騎隊・ニューモデル軍を主力とする議会軍が王党派を打ち破り、時のイングランド国王チャールズ1世の処刑や彼の嫡男チャールズ2世の追放にまで踏み切った清教徒革命・イングランド内戦や、その下における長期議会（国会）（Long Parliament）、ひいては1660年まで続いた残部議会および共和政時代（実態はクロムウェル親子による軍事独裁）という、現実の（少なくともホッブズにとっては）あまり望ましくない混乱的あるいは「逸脱的」な国家体制および社会状況が、陸の魔獣であるベヒモスに喩えられている。

## 構成
- 序章
- 第1部「ベヒーモス、またはイングランド内戦の要約」
- 第2部「両勢力は戦争を準備する」
- 第3部「イングランド内戦、クロムウェルの勃興、チャールズ1世の処刑」
- 第4部「オリバー・クロムウェルの保護者、リチャード・クロムウェルの失敗、スチュアート王家の再興」

から成り立っている。本書では対話形式に沿って、イングランド内戦における議会や国王の政治情勢の経緯が論じられている。

## 日本語訳
- 『ビヒモス』 山田園子訳、岩波文庫、2014年。ISBN 9784003400463